# 徐廷学 (政治家)
徐 廷学（日本語読み: じょ ていがく、朝鮮語読み: ソ・ジョンハク、서정학、1917年3月26日 - 2005年7月2日）は、大韓民国の警察公務員、ソウル市警察局長、第11代内務部治安局長、第6代江原道知事、大韓剣道会会長などを歴任した。 

## 経歴
日本統治時代の京畿道の漣川郡に生まれる。日本名では大島陽輝(おおしまはるき)と名乗った。北陽商業学校（現・関西大学北陽高等学校）を経て、関西大学専門部第二部法律学科（現・関西大学法学部）に入学。大学では剣道部に所属して大阪代表選手として活躍すると共に、関西大学剣道部の部長に就任した。当時、朝鮮半島出身者が内地の大学で剣道部部長に就任するのは初めてであった。1940年（昭和15年）に卒業後、大阪府庁に入庁。ここでも剣道部で活躍し、朝鮮人初の剣道五段を授与されている。

### 大韓民国建国以降
1945年に日本が降伏（光復）した後、国連軍司令部傘下の朝鮮警察学校の米式訓練教育官を経て警察となった後、京畿道警察局（現・京畿南部地方警察庁）の道助教として着任した。1947年には、徐廷学が中心になり、朝鮮半島における戦後最初の剣道大会「ソウル市警察官剣道大会」を開催し、光復後、反日感情により廃止される危機にあった剣道や柔道を警察学校のカリキュラムとして残すことに貢献した。1956年8月、ソウル市警察局長を経て、1957年3月に内務部治安局長（警察庁長官に相当）、まで昇進した後、1958年9月に第6代江原道知事に任命された。1959年に公職から退いた後は、大韓剣道会の発展に貢献した。1960年に治安局長在職当時に児童救護協会基金の横領・不正蓄財の容疑で逮捕された。